# Roxana Maracineanuová
Roxana Maracineanuová (* 7. května 1975 Bukurešť) je francouzská politička a bývalá sportovkyně rumunského původu.
Její otec byl inženýr, který byl rumunským režimem vyslán na služební pobyt v zahraničí a roku 1984 požádal s rodinou ve Francii o politický azyl. V roce 1991 získala Maracineanuová francouzské občanství.
V dětství se věnovala gymnastice, později se zaměřila na plavání v klubu Mulhouse Olympic Natation. Specializovala se na znakařské disciplíny. Její osobní rekordy byly 29,61 s na 50 m znak, 1:01,10 na 100 m a 2:10,25 na 200 m. Vyhrála Středomořské hry v roce 1997 a v roce 1998 se na šampionátu v Perthu stala první francouzskou mistryní světa v plavání. V roce 1999 vyhrála dvousetmetrovou trať na mistrovství Evropy v plavání. Na Letních olympijských hrách 2000 v Sydney získala stříbrnou medaili na trati 200 m znak a byla čtvrtá na 100 m znak. V roce 2001 získala bronzovou medaili na Univerziádě. Na olympiádu v roce 2004 nebyla nominována a téhož roku ukončila závodní kariéru.
Vystudovala ESCP Business School a Université de Haute-Alsace, od roku 2005 působila v nadaci podporující mládežnický sport. Věnovala se také sportovní žurnalistice, komentovala plavecké přenosy pro France Télévisions a Europe 1. V roce 2010 byla zvolena do rady regionu Île-de-France za socialisty. V letech 2018 až 2020 byla francouzskou ministryní sportu, po zrušení samostatného ministerstva vedla sportovní agendu na ministerstvu školství. V roce 2022 kandidovala za koalici Ensemble Citoyens do Národního shromáždění v jednomandátovém obvodu Val-de-Marne 7, avšak porazila ji Rachel Keke ze strany La France insoumise. V březnu 2023 byla jmenována generální tajemnicí meziresortního orgánu pro potírání násilí na ženách.